# Massif de la Hotte
Das Massif de la Hotte ist ein Gebirgszug im Südwesten Haitis auf der Tiburon-Halbinsel. La Hotte umfasst die gesamte Halbinsel westlich der Petit Goâve-Jacmel Verwerfung.

## Beschreibung
Im Rahmen tektonischer Verschiebungen war der Westen der Tiburon-Halbinsel vor 2,5 Millionen Jahren vom Rest der Insel Hispaniola durch eine breite und tiefe Wasserstraße getrennt und eine eigene Insel. Dieses führte zu einer Vielzahl von endemischen Arten in den Vogel-, Pflanzen- und Reptilienpopulationen des Gebirgszugs.
Das Massif de la Hotte ist unterteilt in das Oriental la Hotte im Osten, das Central la Hotte und das Occidental la Hotte an der Westspitze der Halbinsel. Die Occidental la Hotte liegt relativ abgelegen und ist eines der biologisch vielfältigsten und bedeutendsten Gebiete von ganz Hispaniola. Auf seinen Gipfeln befinden sich auch einige der letzten Bestände des dichten haitianischen Nebelwaldes.
Die höchsten Berge des Massif de la Hotte sind:
- Pic de Macaya (2.347 m)
- Pic de Formon (2.219 m),
- Pic lo Ciel (2.170 m),
- Tête Ravine (ca. 1.900 m),
- Morne Cavalier (ca. 1.550 m).

Die Bergkette ist abgelegen, dünn besiedelt und verkehrsmäßig kaum erschlossen. Auf der Landfläche von 2.653 km² leben rund 850.000 Menschen, also insgesamt 320 Einwohner pro km², die jedoch vorwiegend in Gemeinden wie Anse-d’Hainault und Les Anglais an der Küste ansässig sind.

## Biodiversität und deren Erhalt
Occidental la Hotte ist der höchstgelegene und biologisch vielfältigste Teil des Massif de la Hotte. Der Pic de Macaya, der zweithöchste Berg Haitis, erreicht eine Höhe von ca. 2.347 m. Die außerordentlichen Erhebungen des Massivs beherbergen mit ihrer zerklüfteten Struktur einen der größten Bestände an biologischen Arten und Endemismen auf der Insel Hispaniola.
In dem Berggürtel wurden etwa 900 Pflanzenarten gezählt, darunter 123 Orchideenarten. Zudem wurden 31 Froscharten beobachtet, darunter Antillen-Pfeiffrösche wie Eleutherodactylus eunaster, Eleutherodactylus nortoni, Eleutherodactylus parapelates und Eleutherodactylus thorectes. Darüber hinaus wurden 27 Reptilienarten gezählt. Diese umfassen unter anderem Arten der Gattung Anolis wie Anolis coelestinus und Anolis hendersoni sowie Schlangen, darunter die Art Ialtris haetianus, die es nur im Süden Hispaniolas endemisch gibt. Die Avifauna umfasst mindestens 73 Arten.
Organisationen wie Conservation International betrachten die Region als eine der schutzbedürftigsten in der Welt, in der dreizehn vom Aussterben bedrohten Arten (alle Amphibien) vorkommen. Zu den am stärksten bedrohten Froscharten gehören Eleutherodactylus chlorophenax und Eleutherodactylus parapelates, zwei auf Haiti endemische Froscharten. Der Hispaniolatrogon, der Nationalvogel Haitis, ist in der Region bekannt, ebenso wie die überwinternden Bicknell-Drosseln.
Zu den bemerkenswerten Schutzgebieten im Massif de la Hotte gehören fünf Nationalparks, fünf Habitat- bzw. Artenschutzgebiete, zwei Schutzgebiete mit nachhaltiger Nutzung der natürlichen Ressourcen und die größte Höhle der karibischen Inseln Grotte Marie Jeanne. Die Nationalparks sind: Pic-Macaya-Nationalpark, Grande-Colline-Nationalpark, Deux-Mamelles-Nationalpark, Grand-Bois-Nationalpark und Ile-a-Vache-Nationalpark. Die Lebensraum- und Artenschutzgebiete sind: Grosse Caye (Feuchtgebiet von Aquin), Olivier (bei Les Anglais), Pointe Abacou, Fond de Cayes und Cahouane. Die beiden Schutzgebiete mit nachhaltiger Nutzung der natürlichen Ressourcen sind: Jérémie-Abricot und Barcaderes Caymites.
La Hotte Biosphere Reserve ist in dem „Man and the Biosphere Programme“ (MAB) der UNESCO seit dem Jahr 2016 Gegenstand der Schaffung einer wissenschaftlichen Grundlage für die Verbesserung der Beziehungen zwischen den Menschen und ihrer Umwelt.